# Куртфонтен (Ду)
Куртфонтен (фр. Courtefontaine) насеље је и општина у источној Француској у региону Франш-Конте, у департману Ду која припада префектури Монбелијар.
По подацима из 2011. године у општини је живело 235 становника, а густина насељености је износила 30,52 становника/km². Општина се простире на површини од 7,7 km². Налази се на средњој надморској висини од 825 метара (максималној 920 m, а минималној 668 m).

## Демографија
| 1962. | 1968. | 1975. | 1982. | 1990. | 1999. | 2011. |
| ----- | ----- | ----- | ----- | ----- | ----- | ----- |
| 196   | 196   | 215   | 240   | 230   | 215   | 235   |

График промене броја становника у току последњих година